# Karl Wilker

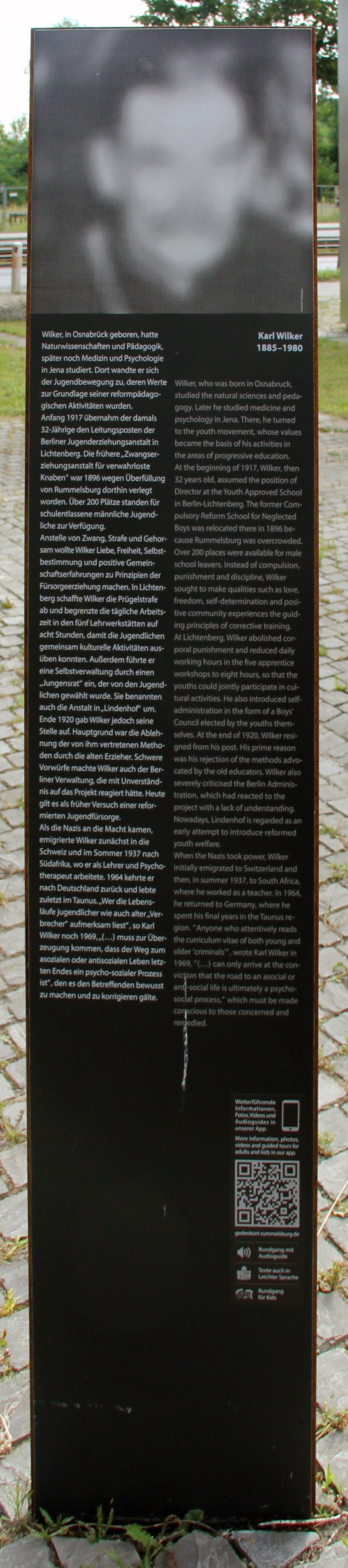
Gedenktafel, Hauptstraße 8, in Berlin-Rummelsburg

Karl Hermann Wilker (* 6. November 1885 in Osnabrück; † 23. Mai 1980 in Bad Camberg) war ein deutscher Reformpädagoge.

## Leben
1905 legte Karl Hermann Wilker sein Abitur am Städtischen Ratsgymnasium in Osnabrück ab und studierte anschließend Naturwissenschaften und Pädagogik in Jena und Göttingen. 1908 wurde er bei Wilhelm Rein in Jena promoviert; 1909 legte er das Staatsexamen für das Höhere Lehramt mit Lehrbefähigung in Botanik, Zoologie, Mineralogie, Geologie und Pädagogik ab. 1909 übte er eine zweimonatige Lehrtätigkeit am Königlichen Gymnasium in Chemnitz aus.
Bereits als Schüler hatte Wilker Beziehungen zur Abstinenzbewegung. Er war Mitglied der Guttempler und in der Schülerverbindung Germania – Bund abstinenter Schüler. 1906 trat er dem Wandervogel bei. In Jena traf Wilker Eugen Diederichs und fand Anschluss an den Kreis um Diederichs, den späteren Serakreis Jena. Dort verkehrte auch Gustav Wynecken, ein ehemaliger Mitarbeiter von Hermann Lietz. Die Beiträge Lietzens zur Schulreform aus den Landerziehungsheimen prägten Wilkers eigene Vorstellungen.
1910 folgten journalistische und wissenschaftliche Arbeiten in Berlin, insbesondere für Johannes Trüpers „Zeitschrift für Kinderforschung“, deren Mitherausgeber er von 1912 bis 1922 war. Ein Jahr später entschied er sich für ein weiteres Studium der Medizin und Psychologie, welches er 1914 abschloss. Wilker war maßgeblich an der Vorbereitung des Jugendtages auf dem Hohen Meißner 1913 beteiligt, dessen Idealen er sich zeitlebens verpflichtet fühlte. Um die Leitung der Zwangserziehungsanstalt Berlin-Lichtenberg bewarb er sich bereits 1913. Vorerst war aber ab 1914 der Erste Weltkrieg im Vordergrund. Er meldete sich freiwillig zum Roten Kreuz und wurde für eine ärztliche Tätigkeit in einem Feldlazaretten eingeteilt.
Am 4. April 1917 übernahm Wilker die Leitung der Zwangserziehungsanstalt Berlin-Lichtenberg, die er zum Modell einer neuen, humaneren Fürsorgeerziehung ausbaute. Sie ging unter dem Namen Lindenhof in die Geschichte der Reformpädagogik ein. 1920 gab er nach Konflikten mit Vorgesetzten und einem Teil der Mitarbeiter den Modellversuch unter Protest und großer Anteilnahme der Öffentlichkeit auf.
Er machte eine Ausbildung zum Silberschmied in Hellerau und hielt sich zeitweilig in der Schweiz zu Vorträgen und Besuchen im Institut Jean-Jacques Rousseau in Genf auf. Eine weitere Tätigkeit als Pädagoge war die Mitarbeit in den Volkshochschulen Thüringens und Sachsens.
Er gründete 1922 mit Elisabeth Rotten die deutschsprachige Sektion des Weltbundes für Erneuerung der Erziehung, die gleichzeitig gemeinsame Herausgabe der Zeitschrift Das Werdende Zeitalter. Er ging zusammen mit Elisabeth Rotten eine Hausgemeinschaft der Familie Wilker in der gemeinsam gegründeten kunstgewerblichen Siedlung auf dem Gut Kohlgraben bei Vacha in der Rhön ein. Neben dieser Arbeit veröffentlichte er. Weitere pädagogische Arbeiten folgten von 1929 bis 1930 als Leiter des Jugenderholungsheims Ottendorf in Sachsen. Von 1931 bis 1933 war er in der Bildungsarbeit mit jungen Erwachsenen und Strafgefangenen in Frankfurt am Main tätig.
1932 nahm er am zweiten Hessischen Arbeitslager für junge Bauern, Arbeiter und Studenten auf Burg Ludwigstein teil.
Nach der so genannten Machtergreifung der Nationalsozialisten im April 1933 emigrierte Wilker in die Schweiz. Hier arbeitete er bis 1935 als Mitarbeiter der Schweizer Erziehungs-Rundschau und war von Ende 1934 bis Mai 1937 Co-Direktor des Landerziehungsheims Hof Oberkirch. Im Juni/Juli 1937 übersiedelte er nach Südafrika, um ein Landerziehungsheim zu errichten, das aber nicht zustande kam.
Von 1937 bis 1939 war er als Lehrer an der Native High School in Phokeng bei Rustenburg in Transvaal tätig. Im Juni 1939 erhielt er zunächst als Latein- und Geographielehrer eine Anstellung am Adams College, das Bantu-Lehrer ausbildete, dann wurde er bis 1955 Headmaster des Adam College. Ab 1956, nach der Schließung des Colleges, arbeitete er als Psychologe und Psychotherapeut am Meyrick Bennett Children’s Centre der University of Natal, Durban.
1909 heiratete er Johanna Queck, geborene Landmann (* 1878), die Witwe des Kunstmalers Walter Queck. 1931 wurde diese Ehe geschieden und er heiratete Hanni Gruß.
1964 kehrte Wilker in die Bundesrepublik Deutschland zurück und wurde 1975 mit der Ehrendoktorwürde der Johann Wolfgang Goethe-Universität Frankfurt am Main geehrt.

## Schriften (Auswahl)
- Fürsorgeerziehung als Lebensschulung. Ein Aufruf zur Tat (=Die Lebensschule – Schriftenfolge des Bundes Entschiedener Schulreformer, Heft 3). Berlin 1921. – Wieder in: Karl Wilker: Der Lindenhof – Fürsorgeerziehung als Lebensschulung. Neu hrsg. und erg. durch ein biographisches Vorwort von Hildegard Feidel-Mertz und Christiane Pape-Balling (=Pädagogische Beispiele. Institutionengeschichte in Einzeldarstellungen, 5). Frankfurt 1989, S. 179–210.
- Der Lindenhof. Werden und Wollen. Heilbronn am Neckar 1921. – Wieder in: Karl Wilker: Der Lindenhof – Fürsorgeerziehung als Lebensschulung. Neu hrsg. und erg. durch ein biographisches Vorwort von Hildegard Feidel-Mertz und Christiane Pape-Balling (=Pädagogische Beispiele. Institutionengeschichte in Einzeldarstellungen, 5). Frankfurt 1989, S. 11–172.
- Der Lindenhof – Fürsorgeerziehung als Lebensschulung. Neu hrsg. und erg. durch ein biographisches Vorwort von Hildegard Feidel-Mertz und Christiane Pape-Balling (=Pädagogische Beispiele. Institutionengeschichte in Einzeldarstellungen, 5). Frankfurt 1989.
- in: Claus Bernet: Quäker aus Politik, Wissenschaft und Kunst, 2. Aufl. 2008, S. 212–213.